# Roque (xadrez)
O Roque é uma jogada especial que envolve a movimentação de duas peças em um único lance, o rei e uma das torres. O objetivo da jogada é proteger o rei, tirando-o do centro. O movimento consiste no deslocamento lateral do rei na primeira fileira em duas casas na direção da torre com a qual desejar "rocar", e a torre escolhida passa através do rei permanecendo na primeira casa após o "salto". Existem dois tipos de roque, a depender da torre escolhida para o movimento: o roque maior (quando realizado com a torre mais afastada) e o roque menor (quando feita com a torre mais próxima).

## Etimologia
O termo roque é o antigo nome da torre. A palavra tem origem no nome que a peça recebe no idioma persa ( رخ rokh/rukh), tendo sido introduzida no português através do francês.

## Quando rocar

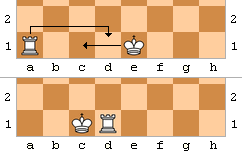
Roque maior, representado nos sistemas de notação de xadrez como O-O-O

Não existe uma regra determinando em que momento deve ser feito o roque, mas é de consenso que quanto antes, melhor. Antes da quarta jogada é impossível o roque (tem que tirar o cavalo e o bispo do caminho, o que implica também a movimentação de um peão). A partir do momento em que o roque é possível, o jogador deve avaliar se vale a pena proteger o Rei, ou se é mais interessante desenvolver outra jogada, ou responder a alguma ameaça.[carece de fontes?]

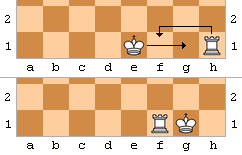
Roque menor, representado nos sistemas de notação de xadrez como O-O

Um conselho é tentar fazer o roque contrário ao do adversário (se ele joga o roque para o lado do Rei, aconselha-se jogar para o lado da Dama e vice-versa). Uma olhada cuidadosa no tabuleiro também pode apontar o lado em que o adversário está mais forte e desenvolvido, caso em que o roque deve ser jogado para o outro lado (por exemplo, se os Bispos e Cavalos encontram-se em um lado, e há Peões no meio do tabuleiro, jogar o roque do outro lado do tabuleiro irá obrigar o adversário a mover suas peças para o outro lado, perdendo tempo e tendo que reorganizar seu ataque e defesa).

### Requisitos
Antes de executar a jogada, é necessário o atendimento aos seguintes requisitos:
1. O rei e a torre envolvida não podem ter se movimentado nenhuma vez desde o início do jogo;
2. As casas entre o rei e a torre devem estar desocupadas;
3. O rei não pode estar em xeque, nem ficar em xeque depois do roque;
4. Nenhuma das casas por onde o rei passar ou ficar deverá estar no raio de ação de uma peça adversária. Isto não se aplica à torre envolvida.[4]

Caso o roque seja com a torre da ala do rei, chama-se roque pequeno. Sendo a torre escolhida da ala da dama, chama-se roque maior.
Ao trocar, o enxadrista deve mover primeiro o rei e depois a torre.

### Roque menor
No roque menor, ou roque pequeno, o rei é movimentado duas casas em direção à torre de sua ala. Com as peças brancas, o rei  é movido para a casa g1, e a torre vai para f1. Já com as pretas, o rei vai para a casa g8, e a torre é colocada na casa f8. Na notação de xadrez, tanto na descritiva quanto na algébrica, esse tipo de roque é descrito usando O-O.

### Roque maior
No roque maior, ou roque grande, o rei faz roque com a torre da ala da dama. Com as peças brancas, o rei vai para a casa c1, e a torre vai para a casa d1. Com as pretas, o rei é movido para a casa c8, e a torre para a casa d8. Na notação de xadrez, o movimento é descrito usando O-O-O.